# Lijst van senatoren uit South Dakota

Zegel van de staat South Dakota

Dit is een lijst van de senatoren voor de Amerikaanse staat South Dakota. De senatoren voor South Dakota zijn ingedeeld als Klasse II en Klasse III. De twee huidige senatoren voor South Dakota zijn: John Thune senator sinds 2005 de (senior senator) en Mike Rounds senator sinds 2015 de (junior senator), beiden lid van de Republikeinse Partij.
Prominenten die hebben gediend als senator voor South Dakota zijn onder anderen: Karl Mundt (prominent politicus), James Abourezk (prominent politicus), Tim Johnson (prominent politicus), Peter Norbeck (prominent politicus), Gladys Pyle (eerst gekozen vrouwelijke senator), George McGovern (genomineerd presidentskandidaat 1972), James Abdnor (prominent politicus), Tom Daschle (Democratisch partijleider in de senaat van 1995 tot 2005) en John Thune (prominent politicus).

## Klasse II
| Nr.    | Senator voor South Dakota Senator from South Dakota | Senator voor South Dakota Senator from South Dakota | Senator voor South Dakota Senator from South Dakota | Ambtstermijn     | Ambtstermijn      | Partij(en) | Verkiezing(en) |
| ------ | --------------------------------------------------- | --------------------------------------------------- | --------------------------------------------------- | ---------------- | ----------------- | ---------- | -------------- |
| 1      |                                                     | Richard Pettigrew                                   | Richard Pettigrew (1848–1926)                       | 1 november 1889  | 4 maart 1901      | R          | 1889           |
| 1      | 1894                                                | Richard Pettigrew                                   | Richard Pettigrew (1848–1926)                       | 1 november 1889  | 4 maart 1901      | R          |                |
| 2      |                                                     | Robert Gamble                                       | Robert Gamble (1851–1924)                           | 4 maart 1901     | 4 maart 1913      | R          | 1901           |
| 2      | 1907                                                | Robert Gamble                                       | Robert Gamble (1851–1924)                           | 4 maart 1901     | 4 maart 1913      | R          |                |
| 3      |                                                     | Thomas Sterling                                     | Thomas Sterling (1851–1930)                         | 4 maart 1913     | 4 maart 1925      | R          | 1913           |
| 3      | 1918                                                | Thomas Sterling                                     | Thomas Sterling (1851–1930)                         | 4 maart 1913     | 4 maart 1925      | R          |                |
| 4      |                                                     | William McMaster                                    | William McMaster (1877–1968)                        | 4 maart 1925     | 4 maart 1931      | R          | 1924           |
| 5      |                                                     | William Bulow                                       | William Bulow (1869–1960)                           | 4 maart 1931     | 3 januari 1943    | D          | 1930           |
| 5      | 1936                                                | William Bulow                                       | William Bulow (1869–1960)                           | 4 maart 1931     | 3 januari 1943    | D          |                |
| 6      |                                                     | Harlan Bushfield                                    | Harlan Bushfield (1882–1948)                        | 3 januari 1943   | 27 september 1948 | R          | 1942           |
| Vacant |                                                     |                                                     |                                                     |                  |                   |            | 1942           |
| 7      |                                                     | Vera Bushfield                                      | Vera Bushfield (1889–1976)                          | 6 oktober 1948   | 26 december 1948  | R          | 1942           |
| Vacant |                                                     |                                                     |                                                     |                  |                   |            | 1942           |
| 8      |                                                     | Karl Mundt                                          | Karl Mundt (1900–1974)                              | 31 december 1948 | 3 januari 1973    | R          | 1942           |
| 8      | R                                                   | Karl Mundt                                          | Karl Mundt (1900–1974)                              | 31 december 1948 | 3 januari 1973    | 1948       |                |
| 8      | R                                                   | Karl Mundt                                          | Karl Mundt (1900–1974)                              | 31 december 1948 | 3 januari 1973    | 1954       |                |
| 8      | R                                                   | Karl Mundt                                          | Karl Mundt (1900–1974)                              | 31 december 1948 | 3 januari 1973    | 1960       |                |
| 8      | R                                                   | Karl Mundt                                          | Karl Mundt (1900–1974)                              | 31 december 1948 | 3 januari 1973    | 1966       |                |
| 9      |                                                     | James Abourezk                                      | James Abourezk (1931–2023)                          | 3 januari 1973   | 3 januari 1979    | D          | 1972           |
| 10     |                                                     | Larry Pressler                                      | Larry Pressler (1942)                               | 3 januari 1979   | 3 januari 1997    | R          | 1978           |
| 10     | 1984                                                | Larry Pressler                                      | Larry Pressler (1942)                               | 3 januari 1979   | 3 januari 1997    | R          |                |
| 10     | 1990                                                | Larry Pressler                                      | Larry Pressler (1942)                               | 3 januari 1979   | 3 januari 1997    | R          |                |
| 11     |                                                     | Tim Johnson                                         | Tim Johnson (1946–2024)                             | 3 januari 1997   | 3 januari 2015    | D          | 1996           |
| 11     | 2002                                                | Tim Johnson                                         | Tim Johnson (1946–2024)                             | 3 januari 1997   | 3 januari 2015    | D          |                |
| 11     | 2008                                                | Tim Johnson                                         | Tim Johnson (1946–2024)                             | 3 januari 1997   | 3 januari 2015    | D          |                |
| 12     |                                                     | Mike Rounds                                         | Mike Rounds (1954)                                  | 3 januari 2015   | heden             | R          | 2014           |
| 12     | 2020                                                | Mike Rounds                                         | Mike Rounds (1954)                                  | 3 januari 2015   | heden             | R          |                |

## Klasse III
| Nr.    | Senator voor South Dakota Senator from South Dakota | Senator voor South Dakota Senator from South Dakota | Senator voor South Dakota Senator from South Dakota | Ambtstermijn     | Ambtstermijn     | Partij(en)  | Verkiezing(en) |
| ------ | --------------------------------------------------- | --------------------------------------------------- | --------------------------------------------------- | ---------------- | ---------------- | ----------- | -------------- |
| 1      |                                                     | Gideon Moody                                        | Gideon Moody (1832–1904)                            | 1 november 1889  | 4 maart 1891     | R           | 1889           |
| 2      |                                                     | James Kyle                                          | James Kyle (1854–1901)                              | 4 maart 1891     | 1 juli 1901      | O (1891–92) | 1891           |
| 2      | P (1892–99)                                         | James Kyle                                          | James Kyle (1854–1901)                              | 4 maart 1891     | 1 juli 1901      |             | 1891           |
| 2      | 1897                                                | James Kyle                                          | James Kyle (1854–1901)                              | 4 maart 1891     | 1 juli 1901      |             |                |
| 2      | R (1899–01)                                         | James Kyle                                          | James Kyle (1854–1901)                              | 4 maart 1891     | 1 juli 1901      |             |                |
| Vacant |                                                     |                                                     |                                                     |                  |                  |             |                |
| 3      |                                                     | Alfred Kittredge                                    | Alfred Kittredge (1861–1911)                        | 11 juli 1901     | 4 maart 1909     | R           |                |
| 3      | R                                                   | Alfred Kittredge                                    | Alfred Kittredge (1861–1911)                        | 11 juli 1901     | 4 maart 1909     | 1903 (1)    |                |
| 3      | R                                                   | Alfred Kittredge                                    | Alfred Kittredge (1861–1911)                        | 11 juli 1901     | 4 maart 1909     | 1903 (2)    |                |
| 4      |                                                     | Coe Crawford                                        | Coe Crawford (1858–1944)                            | 4 maart 1909     | 4 maart 1915     | R           | 1909           |
| 5      |                                                     | Edwin Johnson                                       | Edwin Johnson (1857–1933)                           | 4 maart 1915     | 4 maart 1921     | D           | 1914           |
| 6      |                                                     | Peter Norbeck                                       | Peter Norbeck (1870–1936)                           | 4 maart 1921     | 20 december 1936 | R           | 1920           |
| 6      | 1926                                                | Peter Norbeck                                       | Peter Norbeck (1870–1936)                           | 4 maart 1921     | 20 december 1936 | R           |                |
| 6      | 1932                                                | Peter Norbeck                                       | Peter Norbeck (1870–1936)                           | 4 maart 1921     | 20 december 1936 | R           |                |
| Vacant |                                                     |                                                     |                                                     |                  |                  |             |                |
| 7      |                                                     | Herbert Hitchcock                                   | Herbert Hitchcock (1867–1958)                       | 30 december 1936 | 8 november 1938  | D           |                |
| 8      |                                                     | Gladys Pyle                                         | Gladys Pyle (1890–1989)                             | 8 november 1938  | 3 januari 1939   | R           | 1938 (1)       |
| 9      |                                                     | Chan Gurney                                         | Chan Gurney (1896–1985)                             | 3 januari 1939   | 3 januari 1951   | R           | 1938 (2)       |
| 9      | 1944                                                | Chan Gurney                                         | Chan Gurney (1896–1985)                             | 3 januari 1939   | 3 januari 1951   | R           |                |
| 10     |                                                     | Francis Case                                        | Francis Case (1896–1962)                            | 3 januari 1951   | 22 juni 1962     | R           | 1950           |
| 10     | 1956                                                | Francis Case                                        | Francis Case (1896–1962)                            | 3 januari 1951   | 22 juni 1962     | R           |                |
| Vacant |                                                     |                                                     |                                                     |                  |                  |             |                |
| 11     |                                                     | Joseph Bottum                                       | Joseph Bottum (1903–1984)                           | 9 juli 1962      | 3 januari 1963   | R           |                |
| 12     |                                                     | George McGovern                                     | George McGovern (1922–2012)                         | 3 januari 1963   | 3 januari 1981   | D           | 1962           |
| 12     | 1968                                                | George McGovern                                     | George McGovern (1922–2012)                         | 3 januari 1963   | 3 januari 1981   | D           |                |
| 12     | 1974                                                | George McGovern                                     | George McGovern (1922–2012)                         | 3 januari 1963   | 3 januari 1981   | D           |                |
| 13     |                                                     | James Abdnor                                        | James Abdnor (1923–2012)                            | 3 januari 1981   | 3 januari 1987   | R           | 1980           |
| 14     |                                                     | Tom Daschle                                         | Tom Daschle (1947)                                  | 3 januari 1987   | 3 januari 2005   | D           | 1986           |
| 14     | 1992                                                | Tom Daschle                                         | Tom Daschle (1947)                                  | 3 januari 1987   | 3 januari 2005   | D           |                |
| 14     | 1998                                                | Tom Daschle                                         | Tom Daschle (1947)                                  | 3 januari 1987   | 3 januari 2005   | D           |                |
| 15     |                                                     | John Thune                                          | John Thune (1961)                                   | 3 januari 2005   | heden            | R           | 2004           |
| 15     | 2010                                                | John Thune                                          | John Thune (1961)                                   | 3 januari 2005   | heden            | R           |                |
| 15     | 2016                                                | John Thune                                          | John Thune (1961)                                   | 3 januari 2005   | heden            | R           |                |
| 15     | 2022                                                | John Thune                                          | John Thune (1961)                                   | 3 januari 2005   | heden            | R           |                |

Alabama: Tuberville (R) · Britt (R)
Alaska: Murkowski (R) · Sullivan (R)
Arizona: Kelly (D) · Gallego (D)
Arkansas: Boozman (R) · Cotton (R)
Californië: Padilla (D) · Schiff (D)
Colorado: Bennet (D) · Hickenlooper (D)
Connecticut: Blumenthal (D) · Murphy (D)
Delaware: Coons (D) · Blunt Rochester (D)
Florida: R. Scott (R) · Moody (R)
Georgia: Ossoff (D) · Warnock (D)
Hawaï: Schatz (D) · Hirono (D)
Idaho: Crapo (R) · Risch (R)
Illinois: Durbin (D) · Duckworth (D)
Indiana: Young (R) · Banks (R)
Iowa: Grassley (R) · Ernst (R)
Kansas: Moran (R) · Marshall (R)
Kentucky: McConnell (R) · Paul (R)
Louisiana: Cassidy (R) · Kennedy (R)
Maine: Collins (R) · King (O)
Maryland: Van Hollen (D) · Alsobrooks (D)
Massachusetts: Warren (D) · Markey (D)
Michigan: Peters (D) · Slotkin (D)
Minnesota: Klobuchar (D) · Smith (D)
Mississippi: Wicker (R) · Hyde-Smith (R)
Missouri: Hawley (R) · Schmitt (R)
Montana: Daines (R) · Sheehy (R)
Nebraska: Fischer (R) · Ricketts (R)
Nevada: Cortez Masto (D) · Rosen (D)
New Hampshire: Shaheen (D) · Hassan (D)
New Jersey: Booker (D) · Kim (D)
New Mexico: Heinrich (D) · Luján (D)
New York: Schumer (D) · Gillibrand (D)
North Carolina: Tillis (R) · Budd (R)
North Dakota: Hoeven (R) · Cramer (R)
Ohio: Moreno (R) · Husted (R)
Oklahoma: Lankford (R) · Mullin (R)
Oregon: Wyden (D) · Merkley (D)
Pennsylvania: Fetterman (D) · McCormick (R)
Rhode Island: Reed (D) · Whitehouse (D)
South Carolina: Graham (R) · T. Scott (R)
South Dakota: Thune (R) · Rounds (R)
Tennessee: Blackburn (R) · Hagerty (R)
Texas: Cornyn (R) · Cruz (R)
Utah: Lee (R) · Curtis (R)
Vermont: Sanders (O) · Welch (D)
Virginia: Warner (D) · Kaine (D)
Washington: Murray (D) · Cantwell (D)
West Virginia: Moore Capito (R) · Justice (R)
Wisconsin: Johnson (R) · Baldwin (D)
Wyoming: Barrasso (R) · Lummis (R)
(D): Democraat · (R): Republikein · (O): Onafhankelijk